# Опасная игра Слоун
«Опасная игра Слоун» (англ. Miss Sloane) — американский политический триллер режиссёра Джона Мэддена, вышедший на экраны в 2016 году. Мировая премьера состоялась 11 ноября 2016 года на фестивале Американского института киноискусства. 25 ноября 2016 года компания EuropaCorp выпустила фильм в ограниченный прокат в США, в широкий прокат картина вышла 9 декабря того же года. Фильм получил в основном позитивные отклики прессы, в частности была высоко оценена актёрская игра Джессики Честейн, которая была отмечена номинацией на премию «Золотой глобус» за лучшую женскую роль — драма.

## Сюжет
Действие фильма начинается со сцены слушания в Конгрессе по делу Элизабет Слоун (Джессика Честейн). Слоун талантливая и успешная лоббистка, которую обвиняют в незаконных методах лоббизма. Задачей Слоун было повлиять на принятие законопроекта о налоге на импорт пальмового масла в США из Индонезии. Элизабет заполняет и подписывает анкету от некоммерческой организации, чтобы организовать сенатору Эллу Джейкобсу, ответственному за проект закона, якобы отпуск в Индонезию. Ранее, до этих событий, Элизабет Слоун встречается для переговоров с влиятельным бизнесменом Биллом Сэнфордом. Сэнфорд нанимает лоббистов из компании «Коул, Кравитц и Уотерманн», в которой работает Элизабет, чтобы те препятствовали принятию законопроекта, ограничивающего свободу покупки и владения огнестрельным оружием в США (так называемый «Билль Хиттона-Харриса»).
Главная идея Сэнфорда — склонить женскую часть населения страны на свою сторону. Он считает, что Билль Хиттона-Харриса — прямое нарушение Конституции США. Однако, несмотря на то что Слоун является сторонницей Второй поправки, она отказывается от этой работы, мотивируя это тем, что у неё есть моральные принципы, чем приводит в бешенство и клиента, и своё руководство в лице Джорджа Дюпона (Сэм Уотерстон). Противники оружейного лобби узнают об этом, и Родольфо Шмидт (Марк Стронг), президент фирмы «Питерсон Уайат», предлагает Слоун поработать на него, чтобы помочь им протолкнуть проект в Конгресс. Элизабет соглашается и уходит из «Коул, Кравитц и Уотерманн», забрав с собой команду единомышленников, кроме помощницы Элизабет — Джейн Маллой (Элисон Пилл), которая во всеуслышание отказывается следовать за Слоун, объясняя это тем, что устала от её выходок. Этому многие удивились, так как Джейн и Элизабет были очень дружны.
На новом месте Элизабет Слоун знакомится с новой командой и, в частности, с Эсме Манучарян (Гугу Мбата-Роу), которая в детстве стала свидетельницей массового убийства в школе, в которой училась. Слоун узнает об этом и успешно использует это, чтобы манипулировать общественным мнением и мнением сенаторов в отношении билля Хиттона-Харриса. Позже, в самый разгар кампании, на Эсме нападает стрелок, которого, по иронии судьбы, убивает случайно оказавшийся поблизости гражданский, применив огнестрельное оружие. Сторонники оружейного лобби используют случившееся в свою пользу. После инцидента Эсме уходит из компании, а Родольфо Шмидт предоставляет Элизабет адвоката Даниэла Познера (Дэвид Уилсон Барнс), чтобы уберечь от нападок со стороны прессы.
Тем не менее, руководство «Коул, Кравитц и Уотерманн» осознаёт, что сложившаяся ситуация не продлится вечно, что Элизабет Слоун серьёзная и опытная противница, и решают устранить её со своего пути. Сотрудники «Коул, Кравитц и Уотерманн» по поручению начальства находят в архивах анкету, заполненную и подписанную рукой Элизабет, подтверждающую незаконные действия Слоун, а сам глава компании Джордж Дюпон находит и убеждает одного из чиновников, сенатора Сперлинга, начать слушания против Элизабет Слоун в Конгрессе, используя найденные доказательства. Родольфо Шмидт отстраняет Слоун от кампании, однако Даниэл Познер остаётся её защитником на время процесса.
Неожиданно для всех, во время заключительной речи Элизабет Слоун, председательствующий на слушаниях сенатор Рональд Сперлинг получает от неё встречные обвинения. Как оказывается, Слоун была предусмотрительна: Джейн Маллой осталась в «Коул, Кравиц и Уотерманн» по просьбе самой Элизабет, чтобы та своевременно сообщала ей о ходе кампании. Узнав о том, что руководство «Коул, Кравиц и Уотерманн» ищет компрометирующие Слоун документы, Элизабет наняла специалистов по слежке, которые зафиксировали факт тайного сговора сенатора Сперлинга и Джорджа Дюпона с помощью прослушивающих устройств. Тем не менее Слоун получает срок за применение незаконных методов в своей деятельности. Некоторое время спустя адвокат Познер навещает Элизабет в тюрьме. Он сообщает ей, что кампания по биллю Хиттона-Харриса, благодаря ей, завершилась успешно, и что, в связи с началом слушаний против Сперлинга и Дюпона, он подал прошение о её досрочном освобождении.
В сцене с титрами мы видим, что прошение Познера удовлетворили и Элизабет выходит на свободу.

## В ролях
- Джессика Честейн — Мэдлин Элизабет Слоун (Madeline Elizabeth Sloane), лоббист
- Марк Стронг — Родольфо Шмидт (Rodolfo Schmidt), президент компании «Петерсон Уайатт»
- Гугу Мбата-Роу — Эсме Манучарян (Esme Manucharian)
- Элисон Пилл — Джейн Маллой
- Майкл Стулбарг — Пэт Коннорс
- Джейк Леси — Роберт Форд, профессиональный мужчина по вызову
- Сэм Уотерстон — Джордж Дюпон, глава компании «Коул, Кравитц и Уотерманн» (роль дублировал Валерий Сторожик)
- Джон Литгоу — Рональд Майкл Сперлинг, сенатор
- Дэвид Уилсон Барнс — Дэниэл Познер, старший юрист
- Рауль Банеджа — Р. М. Датон
- Чак Шамата — Билл Сэнфорд
- Дуглас Смит — Алекс
- Меган Фэйхи — Клара Томпсон
- Грэйс Лин Кунг — Лоурен
- Али Мукаддам — Росс
- Ной Роббинс — Франклин Уолш
- Люси Оуэн — Синтия Грин, «крыса» в команде Элизабет Слоун
- Серджио Ди Зио — «Малыш Сэм», член тайной команды поддержки Элизабет Слоун
- Джо Пинг — «Большой Сэм», член тайной команды поддержки Элизабет Слоун
- Майкл Крэм — Фрэнк Макгилл
- Дилан Бейкер — модератор
- Зак Шаду — Рамирес
- Остин Страгнелл — Трэвис
- Александра Кастилло — Пру Уолш
- Джэк Мюррей — Базкат
- Кристин Барански — женщина-сенатор
- Аарон Хэйл — Джуниор Спенсер
- Грета Онейогоу — Грета

## Производство
В сентябре 2015 года было объявлено, что Джесика Честейн отобрана для участия в съёмках фильма по сценарию Джонатана Переры. Режиссёром проекта стал Джон Мэдден. Бен Браунинг выступил продюсером проекта от своей студии FilmNation Entertainment, Патрик Чу стал исполнительным продюсером, в то время как студия EuropaCorp взяла на себя обязанности по производству, мировому распространению и финансированию фильма. В январе 2016 года стало известно, что в фильме примет участие Элисон Пилл. В том же месяце свои роли получили актёры Джейк Лэйси и Гугу Мбата-Роу. В феврале к ним присоединились Дуглас Смит, Марк Стронг, Майкл Стулбарг, Сэм Уотерсон, Джон Литгоу и Эннис Эсмер, а в марте Меган Фэйхи. Музыку к фильму написал Макс Рихтер.

### Съёмки
Съёмки фильма начались 12 февраля 2016 года в Торонто и продлились там до 30 марта. В марте Джессика Честейн была замечена на съёмочной площадке. В апреле 2016 года некоторые съёмки велись в Вашингтоне, округ Колумбия, и завершились 6 апреля.

## Релиз
Мировая премьера фильма состоялась на фестивале Американского института киноискусства 11 ноября 2016 года. Начало проката в США планировалось на 9 декабря 2016 года, однако позднее было перенесено на 25 ноября.

### Сборы
Первоначально фильм «Опасная игра Слоун» вышел в ограниченный прокат в 3 кинотеатрах, расширив через две недели охват до 1 648 площадок. В расширенный прокат фильм вышел вместе с картинами «Под покровом ночи» и «Новогодний корпоратив». Кассовые сборы ожидались в размере 2-4 млн долларов в первый уикенд. В итоге фильм занял 11 место в прокате со сборами в 1,8 млн долларов. В целом кассовые сборы картины составили 9,1 млн долларов при бюджете в 13 млн долларов, из которых 3,5 млн долларов собраны в США, а 5,6 млн — в других странах.

### Критика
В целом фильм получил позитивные отзывы критиков. На сайте-агрегаторе Rotten Tomatoes картина получила положительный рейтинг 76 % на основе 182 обзоров со средним рейтингом 6.5/10. Общее мнение критиков гласит: «Мисс Слоун полностью вынесен на плечах игрой Джессики Честейн, и её работа достойна награды, в одиночку возвышая фильм». Metacritic дал фильму оценку в 64 балла из 100 на основе 41 рецензии.
Российские кинокритики также положительно оценили фильм. Сусанна Альперина писала: «За те два часа, что идет фильм „Опасная игра Слоун“, зрители, сами того не подозревая, вербуются в лоббистскую команду Честейн».

## Награды
| Список наград и номинаций                     | Список наград и номинаций | Список наград и номинаций                  | Список наград и номинаций | Список наград и номинаций | Список наград и номинаций |
| Награды                                       | Дата церемонии            | Категории                                  | Номинанты                 | Результат                 | Ссылки                    |
| --------------------------------------------- | ------------------------- | ------------------------------------------ | ------------------------- | ------------------------- | ------------------------- |
| Washington D.C. Area Film Critics Association | 5 декабря 2016 года       | Лучший образ Вашингтона, округ Колумбия    | «Мисс Слоун»              | Номинация                 | [ 26 ]                    |
| Alliance of Women Film Journalists            | 21 декабря 2016 года      | Смелая игра                                | Джессика Честейн          | Номинация                 | [ 27 ] [ 28 ]             |
| Золотой глобус                                | 8 января 2017 года        | Лучшая женская роль в драматическом фильме | Джессика Честейн          | Номинация                 | [ 29 ]                    |
| Премия Японской киноакадемии                  | 2018 год                  | Лучший фильм на иностранном языке          | «Мисс Слоун»              | Номинация                 |                           |